# 和平 (北魏)
和平（わへい）は、南北朝時代の北魏において、文成帝の治世に使用された元号。460年正月 - 465年12月。

## 西暦・干支との対照表
| 和平 | 元年  | 2年   | 3年   | 4年   | 5年   | 6年   |
| 西暦 | 460年 | 461年 | 462年 | 463年 | 464年 | 465年 |
| 干支 | 庚子  | 辛丑  | 壬寅  | 癸卯  | 甲辰  | 乙巳  |